# Kap Race
Das Kap Race ist eine Landzunge an der südöstlichen Spitze der Halbinsel Avalon auf der kanadischen Insel Neufundland.
Sein Name ist vermutlich aus der portugiesischen Sprache entlehnt mit der Bedeutung „Flaches Kap“. Der Name des Kaps erschien bereits im frühen 16. Jahrhundert auf Seekarten als „Cape Raso“. Andere Quellen leiten ihn vom Cabo Raso an der Mündung des Tejo in Portugal ab.

## Geographie und Geschichte
Das Kap Race ist eine flache karge Landspitze, die weit in den Atlantischen Ozean hinausragt. Die Gegend ist geprägt von rauem Klima und dichtem Nebel. Im Durchschnitt ist die Halbinsel Avalon 158 Tage im Jahr in Nebel gehüllt. Diese Wetterbedingungen und die Nähe zu den transatlantischen Schifffahrtsrouten führten zu zahlreichen Schiffsunfällen in diesem Seegebiet.
Der erste Leuchtturm zur Verbesserung der Sicherheit für die Schifffahrt wurde im Jahr 1856 auf einer Landzunge an der südöstlichen Spitze der Halbinsel Avalon in Betrieb genommen. Im Jahr 1904 errichtete die Marconi Company beim Leuchtturm eine Funkstation, mit der man Schiffe über drahtlose Telegrafie erreichen konnte. Im April 1912 war diese Funkstation die erste auf Land, welche die Notrufe der sinkenden Titanic empfangen hat.
Kap Race findet auch Erwähnung in dem patriotischen Lied The Maple Leaf Forever (entstanden 1867), um die räumliche Dimension Kanadas zu verdeutlichen.